# 上芽室信號場

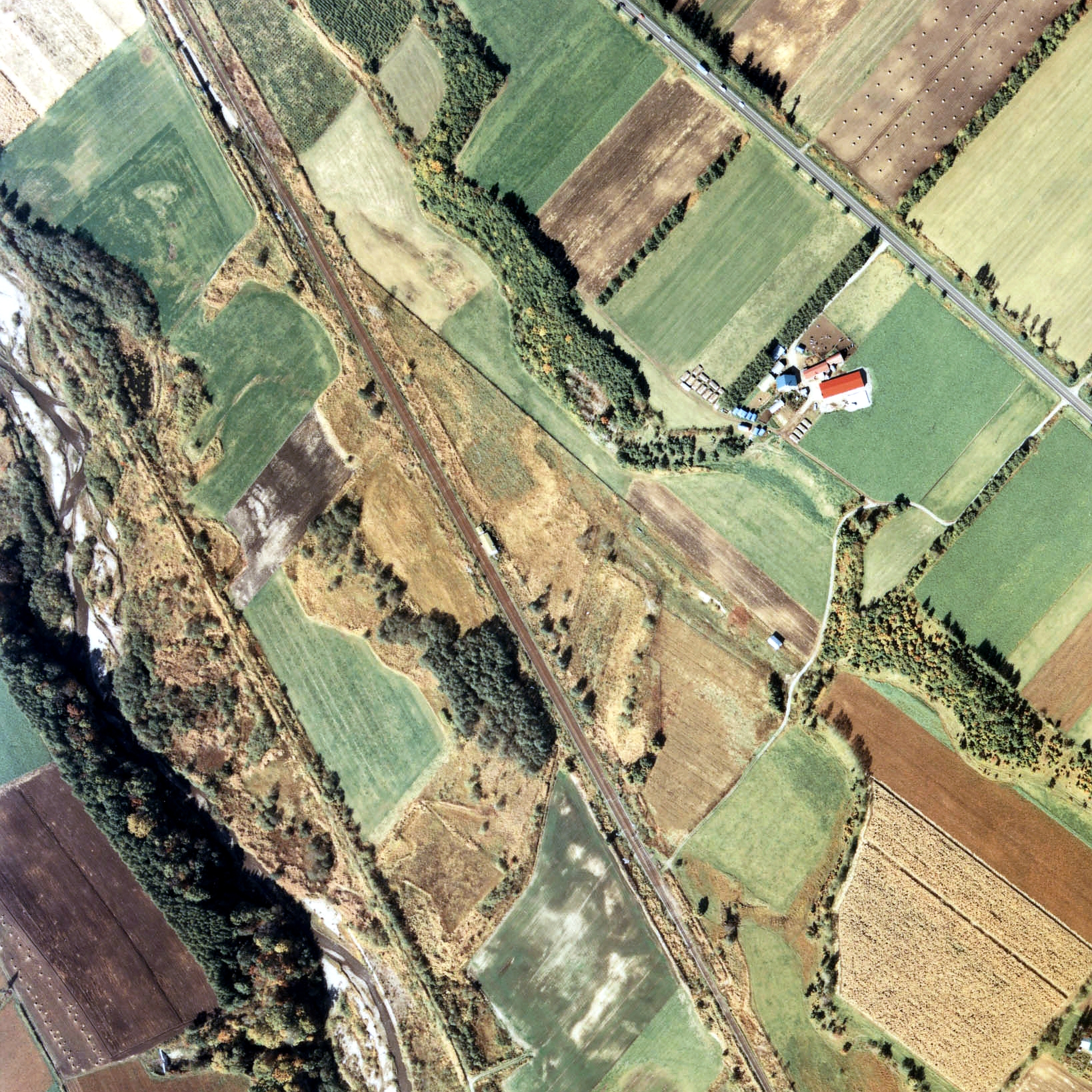
1977年上芽室信號場與周邊約750米範圍。下方為根室方向。

上芽室信號場（日语：／ Kami-memuro Shingō-jō */?）是位於北海道上川郡清水町御影，北海道旅客鐵道（JR北海道）根室本線的號誌站。

## 歷史
- 1966年（昭和41年）9月28日：日本國有鐵道開設此號誌站[1]。當時設有職員當值。
- 1967年（昭和42年）10月1日：號誌站無人化。
- 1987年（昭和62年）4月1日 - 因國鐵分割民營化，本站成為北海道旅客鐵道的號誌站[1]。
- 1996年（平成8年）度：隨著石勝線與根室線高速化工程，該年度站內進行改善工程，當中包括轉轍器變為彈性轉轍器[2]。

## 構造
此號誌站是在單線區間中，以讓列車交會而設的號誌站（一線通過結構）。靠近建築物一方為1號線（下行線，帶廣方向），相面為2號線（上行線，新得方向）。2號線也可讓下行列車使用，但是原則上不會使用。

## 周邊
- 國道38號

## 相鄰車站
北海道旅客鐵道（JR北海道）
■根室本線
御影（K26）－上芽室信號場－芽室（K27）

## 注腳
1. 1 2 3  石野哲 (编).  初版. JTB. 1998-10-01: 877. ISBN 978-4-533-02980-6 （日语）.
2. ↑  藤島, 茂. . 鉄道と電気技術 (日本鉄道電気技術協会). 1997-03, 8 (4): 68–71  [2024-04-11]. ISSN 0915-9231. doi:10.11501/3314045. （原始内容存档于2024-01-11） （日语）.

## 相關項目
- 日本號誌站列表（日语：日本の信号場一覧）